# Jeździec burzy
Jeździec burzy – musical autorstwa Arkadiusza Jakubika opowiadający o wokaliście zespołu The Doors, Jimie Morrisonie. Prapremiera sztuki miała miejsce w warszawskim Teatrze Rampa 22 września 2000. Główną rolę w premierowej inscenizacji zagrał Marcin Rychcik. Teksty piosenek The Doors przetłumaczyli na język polski m.in.: Krzysztof Jaryczewski i Roman Kołakowski. W pozostałych rolach wystąpili m.in.: Edyta Torhan-Kowalewska (jako Pamela Courson), Maciej Kowalewski (Ray Manzarek) oraz Zygmunt Staszczyk na zmianę z Piotrem Bukartykiem, jako Van Morrison. W czasie przedstawienia za kulisami na żywo grał zespół muzyczny pod kierownictwem Romualda Kunikowskiego.
Musical opowiada o życiu i karierze Jima Morrisona. Stara się on odzwierciedlić biografię artysty, a także jego własne przeżycia, poprzez ukazywanie „zjaw z zaświatów”. Kulminacyjnym punktem spektaklu jest stwierdzenie, że Morrison nie zmarł i dalej żyje, odwiedzając swój grób na paryskim cmentarzu Père-Lachaise.
Swoistą kontynuacją musicalu stał się Morrison koncert – widowisko bez fabuły, w którym wykorzystano piosenki z Jeźdźca burzy.
Jeździec Burzy to także nazwa zespołu, w którym śpiewa Marcin Rychcik.